# Erik Schouten
Erik Schouten (Westwoud, 16 augustus 1991) is een Nederlands voetballer die als verdediger speelt. Eerder kwam hij in het betaalde voetbal uit voor Willem II, SC Cambuur en FC Volendam.

## Loopbaan

### FC Volendam
Schouten begon met voetballen bij VV Woudia en sloot in 2003 aan bij de jeugdopleiding van AZ. In 2010 tekende hij zijn eerste profcontract bij de Alkmaarders, maar tot een doorbraak in het eerste elftal kwam het nooit. Medio 2012 verruilde Schouten AZ voor FC Volendam.
Schouten tekende op 15 juni 2012 een contract tot medio 2014 bij de club uit het vissersdorp. De verdediger kwam in zijn eerste seizoen nauwelijks in de plannen voor van trainer Hans de Koning en mocht slechts viermaal als invaller in actie komen. Het volgende seizoen kreeg hij wel het vertrouwen van de trainer en mocht Schouten in de openingswedstrijd tegen Almere City FC voor het eerst in de basis beginnen en speelde hij de volle negentig minuten mee. Hij kwam dat seizoen tot 24 wedstrijden. In 2014 maakte Schouten zijn eerste doelpunt in het betaalde voetbal. Hij deed dit op 1 december 2014, in een wedstrijd tegen Achilles '29.
In de komende jaren zou Schouten uitgroeien tot een vaste waarde in het hart van de verdediging van FC Volendam. In het seizoen 2014/15 bereikte Schouten met FC Volendam de finale van de play-offs om promotie en was hij na Henny Schilder de speler met de meest gespeelde minuten. In de play-off finale werd echter verloren van De Graafschap, waarmee promotie naar de Eredivisie werd misgelopen. In februari 2018 liep de verdediger een blessure aan zijn kruisband op. Hierdoor was hij ruim een jaar uit de roulatie. Op 15 maart 2019 maakte Schouten na lange tijd afwezigheid zijn rentree in een wedstrijd tegen FC Twente (5-0 nederlaag). Twee weken later raakte hij in het uitduel tegen MVV Maastricht opnieuw geblesseerd en was het einde seizoen. Schouten speelde uiteindelijk in zeven seizoenen ruim 150 wedstrijden voor het andere oranje. 

### SC Cambuur
Op 12 juli 2019 tekende Schouten na een succesvolle proefperiode een contract voor twee seizoenen bij SC Cambuur. De verdediger werd bij zijn komst naar Leeuwarden tot aanvoerder van het elftal benoemd door trainer Henk de Jong. Op 9 augustus 2019 maakte hij zijn debuut voor zijn nieuwe werkgever in de seizoensopener tegen De Graafschap. Een week later was hij, op zijn verjaardag, voor het eerst trefzeker in een 5-0 thuisoverwinning op Go Ahead Eagles. In 2021 promoveerde Schouten met Cambuur naar de Eredivisie na het winnen van de Eerste divisie 2020/21. In de kampioenswedstrijd tegen Jong AZ maakte hij in de 41e minuut de 0-4 in de wedstrijd die uiteindelijk met 2-4 gewonnen werd. Schouten speelde vervolgens 29 wedstrijden in de Eredivisie (2 doelpunten) en eindigde met zijn ploeg op een verdienstelijke negende plaats. Aan het einde van het seizoen kwamen club en speler er bij de bespreking voor een contractverlenging niet uit, waarna Schouten besloot de club te verlaten.

### Willem II
Schouten werd op 13 juni 2022 door Eerstedivisionist Willem II gepresenteerd als eerste aanwinst van het nieuwe seizoen. Met Willem II reikte hij tot de play-offs, maar de ploeg werd hierin over twee wedstrijden uitgeschakeld door VVV-Venlo. In zijn tweede seizoen in Tilburg werd Schouten kampioen van de Eerste Divisie. Schouten kwam in alle 38 competitiewedstrijden in actie en miste slechts zeven minuten het hele seizoen. Hij was ook geregeld aanvoerder, wanneer eerste aanvoerder Freek Heerkens niet speelde. Een jaar later degradeerde Willem II weer naar de Eerste divisie, waarna ze afscheid namen van Schouten.

## Clubstatistieken
| Seizoen                    | Club            | Competitie      | Competitie | Competitie | Beker | Beker | Overig | Overig | Totaal | Totaal |
| Seizoen                    | Club            | Competitie      | Wed.       | Dlp.       | Wed.  | Dlp.  | Wed.   | Dlp.   | Wed.   | Dlp.   |
| -------------------------- | --------------- | --------------- | ---------- | ---------- | ----- | ----- | ------ | ------ | ------ | ------ |
| 2012/13                    | FC Volendam     | Eerste divisie  | 4          | 0          | 0     | 0     | 0      | 0      | 4      | 0      |
| 2013/14                    | FC Volendam     | Eerste divisie  | 24         | 0          | 0     | 0     | 0      | 0      | 24     | 0      |
| 2014/15                    | FC Volendam     | Eerste divisie  | 17         | 1          | 2     | 0     | 4      | 0      | 23     | 1      |
| 2015/16                    | FC Volendam     | Eerste divisie  | 34         | 6          | 1     | 0     | 2      | 0      | 37     | 6      |
| 2016/17                    | FC Volendam     | Eerste divisie  | 37         | 0          | 4     | 1     | 2      | 0      | 43     | 1      |
| 2017/18                    | FC Volendam     | Eerste divisie  | 24         | 0          | 2     | 0     | 0      | 0      | 26     | 0      |
| 2018/19                    | FC Volendam     | Eerste divisie  | 2          | 0          | 0     | 0     | 0      | 0      | 2      | 0      |
| 2019/20                    | SC Cambuur      | Eerste divisie  | 27         | 1          | 1     | 0     | 0      | 0      | 28     | 1      |
| 2020/21                    | SC Cambuur      | Eerste divisie  | 31         | 4          | 0     | 0     | 0      | 0      | 31     | 4      |
| 2021/22                    | SC Cambuur      | Eredivisie      | 29         | 2          | 2     | 1     | 0      | 0      | 31     | 3      |
| 2022/23                    | Willem II       | Eerste divisie  | 33         | 2          | 1     | 0     | 2      | 0      | 36     | 2      |
| 2023/24                    | Willem II       | Eerste divisie  | 38         | 1          | 2     | 0     | 0      | 0      | 40     | 1      |
| 2024/25                    | Willem II       | Eredivisie      | 18         | 0          | 0     | 0     | 2      | 0      | 20     | 0      |
| Carrière totaal            | Carrière totaal | Carrière totaal | 378        | 17         | 15    | 2     | 12     | 0      | 345    | 19     |
| Bijgewerkt op 1 juli 2025. |                 |                 |            |            |       |       |        |        |        |        |

## Interlandcarrière
Schouten nam in 2010 met Nederland onder 19 deel aan het EK in Frankrijk.